# Ahsan Manzil
Ahsan Manzil (en bengalí: আহসান মঞ্জিল) fou el palau residencial i del seu oficial de la Família Nawab a Bangladesh. Aquest magnífic edifici està situat a Kumartoli al llarg de les ribes del riu Buriganga a Dhaka, Bangladesh. La construcció d'aquest palau es va iniciar l'any 1859 i es va acabar el 1869. Està construït seguint l'estil Indo-Saracenic. Per preservar la cultura i la història de la zona, el palau va esdevenir el Museu Nacional de Bangladesh el 20 de setembre de 1992.